# Montenegros nationalvåben
Montenegros nationalvåben blev officielt godkendt af parlamentet 13. juli 2004. Det er nu hovedmotiv Montenegros flag.
Montenegros nationalvåben har sine rødder i det russiske nationalvåben. Våbnet indeholder en flyvende tohovedet ørn, fra Huset Petrović-Njegoš, som er et symbol på landets byzantinske, og senere romerske ophav. Våbnet symboliserer enheden mellem kirke og stat. Løven i midten repræsenterer det bibelske tema opstandelse. Den har nogle ligheder med motivet som bruges i byvåbnet til Venedig, som har haft markant indflydelse gennem Montenegros historie.
Montenegros regering bruger almindeligvis nationalvåbnet på rød baggrund.
- Wikimedia Commons har flere filer relateret til Montenegros nationalvåben

| Artikelstump | Spire Denne artikel om et rigsvåben eller statsvåben er en spire som bør udbygges. Du er velkommen til at hjælpe Wikipedia ved at udvide den. |